# Déficit en ornithine carbamyl transférase
Le déficit en ornithine carbamyl transférase est une maladie génétique qui provoque des troubles au niveau du cycle de l'urée.
Elle résulte d'un manque ou de l'inexistence de l'enzyme ornithine carbamyl transférase (OCT). Lorsque l'enzyme OCT n'existe pas, l'enzyme qui associe le dioxyde de carbone à l'ammoniac (et un phosphore de l'ATP) est inactive, ce qui provoque une hyperammoniémie.
Les symptômes apparaissent généralement dans les premiers jours de vie et consistent en une léthargie et un coma. Une des complications est le retard mental.
Il existe également des formes rares de révélation tardive de la maladie liées à certaines mutations du gène avec activité partielle de l'enzyme. Elles se manifestent par des signes divers d'encéphalopathie hépatique (irritabilité, confusion, épilepsie, dépression, vomissement, psychose, ...).
Le traitement chronique de cette maladie consiste en un régime hypoprotidique et une prise de phénylbutyrate de sodium, benzoate de sodium ou de ravicti pour limiter la production d'ammoniac, traitement combiné avec la prise d'arginine et de citrulline pour relancer le cycle de l'urée. Lors de crises avec une importante hyperammoniémie, une dialyse ou une transplantation hépatique peuvent s'avérer nécessaire. 
Certains médicaments tels que l'acide valproïque (antiépileptique) et l'halopéridol (neuroleptique) sont formellement contre-indiqués car susceptibles de déclencher une crise hyperammoniémique.
Les examens utiles pour le diagnostic de la maladie sont les suivants :
- Ammoniémie (hyperammoniémie lors des crises)
- Acides aminés plasmatiques (hyperglutaminémie)
- Chromatographie des acides aminés
- Biopsie hépatique pour détermination de l'activité enzymatique (test délicat car l'enzyme se dégrade très rapidement)
- Test génétique